# Blood or Whiskey
Blood Or Whiskey e uma banda Irlandesa que mistura elementos do Folk Irlandes ao punk formando o chamado Irish punk, misturando punk rock com os instrumentos tradicionais irlandeses.

## Discografia
- Blood or Whiskey — 1996
- No Time to Explain — 2001
- Cashed Out on Culture — 2005
- Live and Learn EP — 2009
- Tell The Truth And Shame The Devil — (2014)